# Kirsten Fuchs
Pour les articles homonymes, voir Fuchs.
 (mars 2017).
Si vous disposez d'ouvrages ou d'articles de référence ou si vous connaissez des sites web de qualité traitant du thème abordé ici, merci de compléter l'article en donnant les références utiles à sa vérifiabilité et en les liant à la section « Notes et références ».
Kirsten Fuchs, née le 27 octobre 1977 à Karl-Marx-stadt, est une écrivaine allemande.

## Biographie
Fuchs a grandi à Berlin, dans le district de Hellersdorf. Après le baccalauréat, elle a commencé des études de lettres qu'elle a bientôt abandonnées. Ensuite, elle a fait une formation d'ébéniste.
En 1993, elle a participé pour la première fois à un atelier d'écriture pour jeunes et adolescents Workshop Schreiben/Schreibwerkstatt Berlin, où, depuis 2000, elle dirige des groupes de travail. Depuis 2005, elle est au conseil d'administration de l'association « Kreatives Schreiben e.V. » , qui organise ces ateliers, depuis 2011, elle est deuxième présidente de l'association.
En 2003, elle a gagné le concours littéraire de Berlin Open Mike.
De 2002 jusqu'à sa dissolution en novembre 2008, elle a été membre à Berlin de Marabühne. De 2002 à 2004, elle a été membre à Berlin d'un cercle de lecture Blauer Drache (nom ultérieur — après le passage au Bergwerk, situé dans la Bergstraße à Berlin-Mitte —Erfolgsschriftsteller im Schacht), ainsi que de 2003 à 2005, elle faisait partie du cercle berlinois de lecture O-Ton Ute. En 2008, elle devint membre du cercle de lecture Chaussee der Enthusiasten. Après une longue pause, elle arrête sa collaboration en 2013. En 2014, elle crée à Berlin-Moabit un nouveau cercle de lecture mensuel sous le titre Fuchs und Söhne.
De 2003 à 2005, elle a été chroniqueuse pour la taz. Depuis 2007, elle écrit des chroniques pour Das Magazin. Depuis cette même année, elle est membre du jury de « Treffen Junger auteuren ».
À l'été 2008, elle a entrepris avec Volker Strübing et une équipe de tournage un voyage dans l'Arctique pour une émission de télévision en quatre parties Nicht der Süden. Il en est sorti un livre portant le même titre avec Volker Strübing.
En 2010, il y eut une autre collaboration avec la société cinématographique MonstaMovies. Elle a écrit les textes pour la documentation de voyage en six parties Die Donauten.
En 2016, l'auteur a reçu le prix Kasseler Förderpreis für komische Ouvrage, ainsi que le prix pour la littérature de jeunesse allemande JugendOuvragepreis dans la rubrique livre pour la Jeunesse pour le livre Mädchenmeute.

## Œuvres
- (de) Die Titanic und Herr Berg, Berlin, Rowohlt, 2005, 285 p. (ISBN 3-87134-531-8)
- Die Titanic und Herr Berg (version audio), Daun, Radioropa Hörbuch, 2006 (ISBN 978-3-86667-426-4)
- Zieh dir das mal an! : über Kleider und andere Sachen, Reinbek bei Hamburg, Rowohlt-Taschenbuch-Verlag, 2006, 124 p. (ISBN 3-499-24256-7)
- Heile, heile, Berlin, Rowohlt, 2008, 315 p. (ISBN 978-3-87134-603-3)
- Kirsten Fuchs et Volker Strübing, Nicht der Süden, Dresde, Voland & Quist, 2009, 290 p. (ISBN 978-3-938424-34-6)
- Kirsten Fuchs, Andreas Kampa, Robert Naumann, Dan Richter, Jochen Schmidt, Stephan Serin, Volker Strübing, Chaussee der Enthusiasten – Straße ins Glück, Dresde, Voland & Quist, 2009, 142 p. (ISBN 978-3-938424-42-1)
- Eine Frau spürt so was nicht, Dresde, Voland & Quist, 2011, 171 p. (ISBN 978-3-86391-000-6)
- Kaum macht man mal was falsch, ist das auch wieder nicht richtig, Dresde, Voland & Quist, 2014, 156 p. (ISBN 978-3-86391-086-0)
- Mädchenmeute, Berlin, Rowohlt, 2015, 464 p. (ISBN 978-3-87134-764-1)
- Kirsten Renard et Cindy Schmid, Der Miesepups, Dresde, Voland & Quist, 2016 (ISBN 978-3-86391-145-4)